# Скорогощ
Скорогощ (пол. Skorogoszcz) — село в Польщі, у гміні Левін-Бжеський Бжезького повіту Опольського воєводства.
Населення — 1161 особа (2011).

## Демографія
Демографічна структура станом на 31 березня 2011 року:
|          | Загалом | Допрацездатний вік | Працездатний вік | Постпрацездатний вік |
| -------- | ------- | ------------------ | ---------------- | -------------------- |
| Чоловіки | 620     | 140                | 431              | 49                   |
| Жінки    | 541     | 110                | 334              | 97                   |
| Разом    | 1161    | 250                | 765              | 146                  |